# Archiearis parthenias
Intruse
Espèce
Archiearis parthenias, l’Intruse ou Bréphode du bouleau, est une espèce paléarctique de lépidoptères (papillons) de la famille des Geometridae et de la sous-famille des Archiearinae.

## Description

### Papillon
L'imago d'Archiearis parthenias est un petit papillon d'une envergure d'environ 30 à 40 mm.
Les ailes antérieures sont brunes, traversées d'un liseré gris clair bordé par un ocelle noir parfois pupillé de blanc.
Les ailes postérieures, de couleur orange avec un peu de brun vers le corps et une frange terminale brune, contrastent avec les antérieures.

#### Espèce ressemblante
L'Illégitime (Archiearis notha) est un peu plus petite et possède des ailes antérieures plus uniformes.

### Chenille
La chenille est verte avec des stries blanches et une ligne dorsale noire.

## Distribution et biotopes
Espèce paléarctique, Archiearis parthenias est répandue dans toute l'Europe et l'Asie jusqu'au Japon.
En France métropolitaine, elle réside dans la partie nord, le Centre, les Alpes ainsi qu'une partie des Pyrénées. En montagne, elle peut atteindre l'altitude de 1 800 mètres. Présente en Belgique, elle y est assez abondante localement.
Cette espèce se rencontre dans les bois clairs mixtes (bouleaux, saules...), les clairières et les lisières, et dans les forêts humides en montagne.

## Biologie

### Phénologie
Espèce univoltine, Archiearis parthenias vole de mars à mai en fonction de l'emplacement.
La chrysalide hiverne dans un cocon.

### Plantes-hôtes
La chenille se nourrit des chatons et des feuilles des bouleaux.

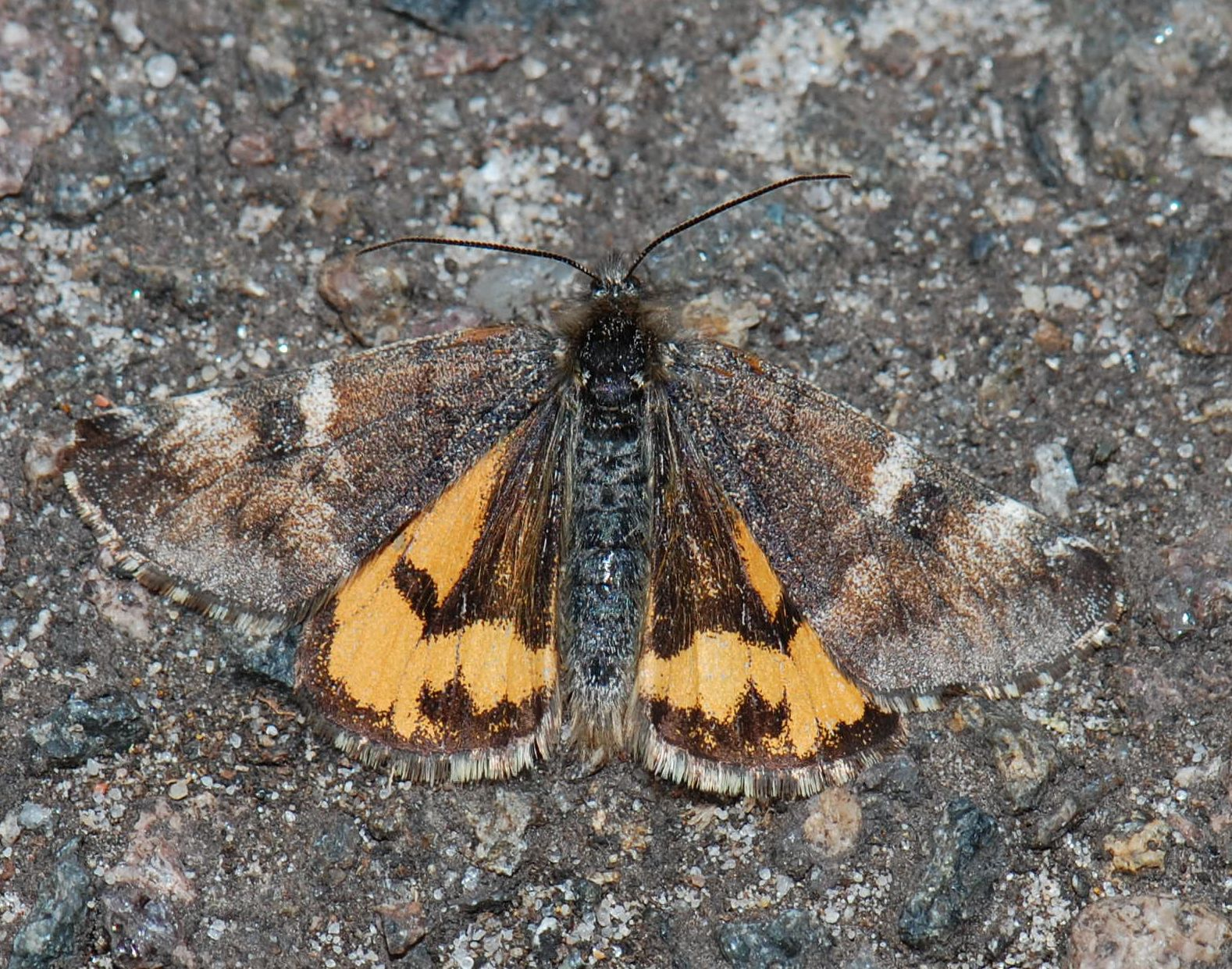
Archiearis parthenias - mâle

### Comportement
Le mâle vole en plein soleil, à proximité des bouleaux et des saules, tandis que la femelle vole peu. Ils butinent les chatons des bouleaux et des saules.
Le mâle se pose souvent sur le sol, ailes étalées.

## Taxonomie
L'espèce Archiearis parthenias a été décrite par le naturaliste suédois Carl von Linné en 1761, sous le nom initial de Phalaena parthenias.